# Феодор Киренский
Эта статья о математике Феодоре из Кирены, о философе Феодоре из Кирены см. Феодор из Кирены (философ)
Феодор Киренский (Θεόδωρος ὁ Κυρηναῖος, лат. Theodorus; конец V — начало IV в. до н. э.) — древнегреческий математик, известный как учитель Платона, а также как персонаж диалогов Платона «Теэтет», «Софист», «Политик».
В диалоге «Теэтет» упоминается некое доказательство несоизмеримости сторон квадратов, площади которых выражаются целыми неквадратными числами 3, 5, … 17, со стороной единичного квадрата. (Доказательство для стороны квадрата удвоенной площади уже было придумано ранее пифагорейцами.)
Теэтет. Вот Феодор начертил нам нечто о площадях квадратов (περὶ δυνάμεων) и показал, что трёхфутовая и пятифутовая по длине несоизмеримы с однофутовой. Так, перебирая их одну за другой, он дошёл до семнадцатифутовой. Тут его что-то остановило.
Из этого текста можно понять, что доказательство Феодора работало для всех неквадратных чисел, меньших 17, и не работало для числа 17. По поводу того, каким могло быть это доказательство, историками математики было высказано несколько различных предположений. Согласно наиболее правдоподобному предположению Жана Итара (1961), оно было основано на пифагорейской теории чётных и нечётных чисел, в том числе — на теореме о том, что нечётное квадратное число за вычетом единицы делится на восемь треугольных чисел.
Доказательство Феодора было впоследствии заменено универсальным доказательством, основанным на общей теории делимости. Его автором считается Теэтет Афинский, ученик Феодора.